# 白波瀬丈一郎
白波瀬 丈一郎（しらはせ じょういちろう、1960年 - ）は、日本の医学者・精神科医。博士（医学）（慶應義塾大学・2002年）。慶應義塾大学医学部特任准教授（有期）。

## 略歴・人物
1979年慶應義塾志木高等学校卒業、1986年慶應義塾大学医学部卒業。大学卒業後、同医学部精神・神経学教室に入局。小此木啓吾博士に師事し精神分析学を学ぶ。1997年から産業精神保健活動に従事。2002年に医学博士の学位を取得。2008年からKEAP（Keio Employee Assistance Program）の開発に取り組み、翌年現場責任者としてKEAP事業を立ち上げる。
2014年より慶應義塾大学医学部精神・神経科学教室特任准教授。また慶應義塾大学ストレス研究センター副センター長を務める。
そのほか、内閣府や農林水産省、家庭裁判所調査官研修所、中央労働災害防止協会、神奈川県警犯罪被害者支援室、日本精神神経学会、日本精神分析学会、日本産業精神保健学会、日本思春期青年期精神医学会、日本精神分析的精神医学会、関東産業健康管理研究会、企業等で講師、シンポジストを担当。

## 著書

### 分担執筆
- 『精神科プラクティス第3巻 神経症とその周辺』星和書店（1999）
- 『青年の引きこもり』岩崎学術出版社（2000）
- 『心の臨床家のための精神医学ハンドブック』 [単行本]　2004年、小此木 啓吾 (編集), 大野 裕 (編集), 深津 千賀子 (編集) ISBN 4-422-11325-9
- 『こころの科学 154号　境界性パーソナリティ障害』編者　日本評論社（2010）
- 産業メンタルヘルス活動に『集団』を活かす 産業精神保健活動に,集団力動理論を具現化する取り組み―活動現場が「心理学的になる」ことを目指して―[3] 発行年：2013年6月10日 資料名：『集団精神療法』 29巻 1号 pp38-44
- 『対象喪失と,治療者としての自分自身になること』[4] 発行年: 2013年7月25日 資料名: 『精神分析研究』57巻 3号 pp255-260

### 訳書
- A・ベイトマン, P・フォナギー『メンタライゼーションと境界パーソナリティ障害―MBTが拓く精神分析的精神療法の新たな展開』岩崎学術出版社（2008）
- Mantosh J. Dewan 鹿島晴雄・白波瀬丈一郎・藤澤大介・嶋田博之（共同翻訳）『短期精神療法の理論と実際』(The Art and Science of Brief Psychotherapies: A Practitioner's Guide (Core Competencies in Psychotherapy) 星和書店（2011）（監修）。